# Henry van Dyke
Henry van Dyke (10 novembre 1852 - 10 avril 1933) est un écrivain américain engagé dans l’Église presbytérienne qui fut ambassadeur des États-Unis aux Pays-Bas et au Luxembourg.

## Biographie

### Jeunesse
Henry Van Dyke est né le 10 novembre 1852 à Germantown, un ancien quartier de Philadelphie, en Pennsylvanie.  Son père, Henry Jackson van Dyke Sr. (1822–1891), était un célèbre pasteur presbytérien de Brooklyn qui s’était fait remarquer avant la guerre de Sécession par ses idées anti-abolitionnistes. La famille remonte à un immigrant hollandais, Jan Thomasse van Dijk, arrivé en Amérique du Nord en 1652.
Le jeune Henry van Dyke obtint le diplôme de la Poly Prep Country Day School en 1869, celui de l’Université de Princeton en 1873 et celui du Princeton Theological Seminary en 1877.

### Carrière
Henry van Dyke a enseigné la littérature anglaise à Princeton entre 1899 et 1923.  Parmi les élèves qu’il a notablement influencés, on trouve le futur écrivain Richard Halliburton (1900–1939), célèbre pour ses récits de voyage, à l’époque rédacteur en chef du « magazine illustré » de l’université'.
Van Dyke fut chargé par l’Église presbytérienne de diriger le comité qui composa le premier livre de liturgie de cette Église (« Le livre de prière commune de 1906 »). 
En 1908-1909, van Dyke fut professeur à l’Université de Paris. 

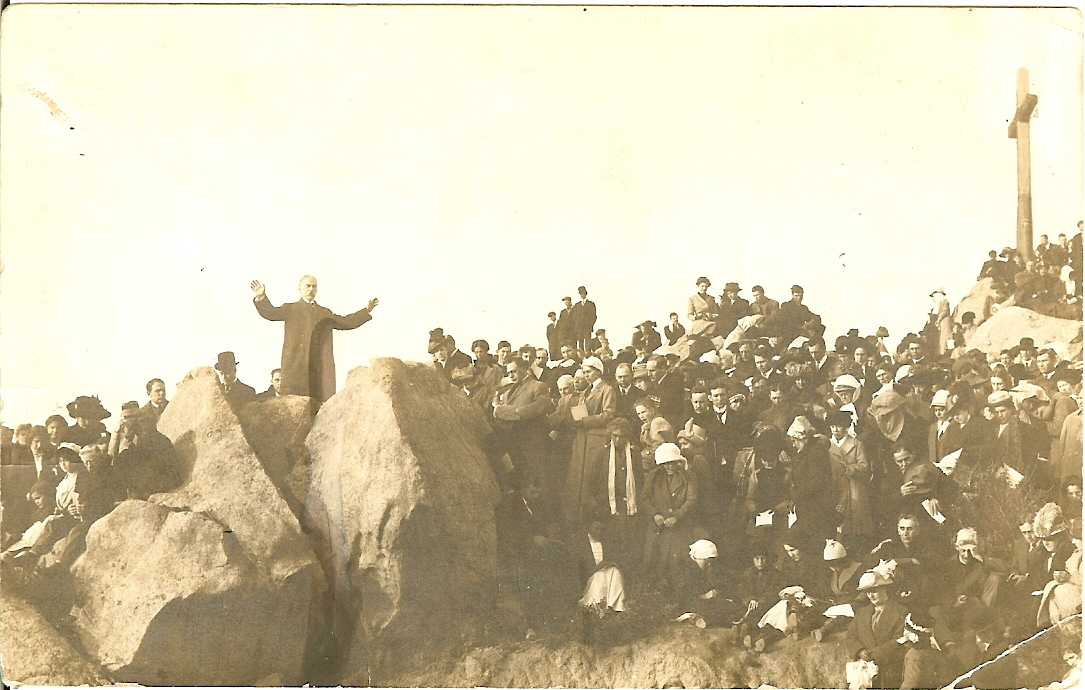
Henry van Dyke dirigeant une prière au culte œcuménique du matin de Pâques (Easter Sunrise Service) au sommet du mont Rubidoux à Riverside, Californie.

Le président Woodrow Wilson, qui était un ami et ancien condisciple de van Dyke, nomma ce dernier comme ambassadeur américain aux Pays-Bas et au Luxembourg en 1913. Peu après cette nomination, la Première Guerre mondiale allait mettre l’Europe sens dessus dessous. Les Américains de toute l’Europe se précipitèrent vers les Pays-Bas, pays neutre et refuge. Malgré son inexpérience, Henry van Dyke se comporta en diplomate averti, défendant les droits des Américains en Europe et organisant les secours pour ceux qui étaient dans le besoin. Il raconta cette expérience dans son livre Pro Patria, paru en 1921.
Van Dyke démissionna de son poste d’ambassadeur début décembre 1916 et rentra aux États-Unis. Il fut alors élu membre de l’Académie américaine des arts et des lettres, entre autres honneurs.

Van Dyke était un ami de Helen Keller, la poétesse américaine aveugle, sourde et muette. Celle-ci a écrit : 
« Le Dr van Dyke est le genre d'ami qu'il faut avoir quand on est confronté à un problème difficile. Il prendra de la peine, jour et nuit, que ce soit pour quelqu'un d'autre ou pour une cause qui l'intéresse. Je ne suis pas un optimiste, dit le Dr van Dyke, il y a trop de mal dans le monde et en moi.  Je ne suis pas non plus pessimiste ; il y a trop de bien dans le monde et en Dieu. Je ne suis donc qu'un mélioriste, croyant que Dieu veut rendre le monde meilleur, essayant de faire ma part pour aider et souhaitant que ce soit possible de faire plus. »
.
Le 23 avril 1910, il présida les funérailles de Mark Twain dans l’ancienne église presbytérienne de New York dite Brick Presbyterian Church.
Henry van Dyke décéda le 10 avril 1933 et fut inhume au cimetière de Princeton.
Son fils Tertius van Dyke publia une biographie de son père en 1935.

## Œuvres
- Among The Quantock Hills from 'Days Off And Other Digressions'
- Antwerp Road
- Art Of Leaving Off, The from 'Days Off And Other Digressions'
- Ashes of Vengeance
- Beggars Under The Bush
- Between The Lupin And The Laurel from 'Days Off And Other Digressions'
- Blue Flower, The
- Books That I Loved As A Boy from 'Days Off And Other Digressions'
- Boy of Nazareth Dreams, The
- Brave Heart, A from 'The Ruling Passion' collection
- Broken Soldier and the Maid of France, The
- Change Of Air, A
- City of Refuge, A
- Classic Instance, A
- Countersign Of The Cradle, The
- Days Off from 'Days Off And Other Digressions'
- Diana And The Lions A half-told tale
- Dream-story: The Christmas Angel, A
- Effectual Fervent Prayer, The
- First Christmas-Tree, The
- Friend of Justice, A from 'The Ruling Passion' collection
- Gentle Life, The from 'The Ruling Passion' collection
- Handful Of Clay, A
- Hearing Ear, The
- Hero and Tin Soldiers, The
- His Other Engagement from 'Days Off And Other Digressions'
- Holiday In A Vacation, A from 'Days Off And Other Digressions'
- Humoreske
- In The Odour Of Sanctity
- Justice of the Elements half-told tale
- Keeper of the Light, The from 'The Ruling Passion' collection
- Key Of The Tower, The
- King's High Way, The
- King's Jewel, The
- Leviathan from 'Days Off And Other Digressions'
- Little Red Tom from 'Days Off And Other Digressions'
- Lost Word: A Christmas Legend of Long Ago, The A Christmas Legend of Long Ago
- Lover of Music, A from 'The Ruling Passion' collection
- Mansion, The Christmas story
- Messengers At The Window
- Mill, The
- Music-Lover, The
- New Era and Carry On, The
- Night Call, The
- Notions About Novels from 'Days Off And Other Digressions'
- Old Game, An
- Other Wise Man, The
- Primitive and His Sandals, The
- Remembered Dream, A
- Return Of The Charm, The
- Reward of Virtue, The from 'The Ruling Passion' collection
- Ripening Of The Fruit, The
- Sad Shepherd, The Christmas story
- Salvage Point
- Sanctuary of Trees, A
- Silverhorns from Boy Scouts Book of Campfire Stories
- Sketches of Quebec
- Some Remarks On Gulls from 'Days Off And Other Digressions'
- Source, The
- Spy Rock
- Stronghold
- Traitor in the House, The
- Unruly Sprite, The A Partial Fairy Tale
- Wedding-Ring, The
- What Peace Means
- White Blot, The
- Wood-Magic
- Year of Nobility, A